# Ptychomitrium cochabambae
Ptychomitrium cochabambae là một loài rêu trong họ Ptychomitriaceae. Loài này được (Herzog) Cardot mô tả khoa học đầu tiên năm 1913.